# Zosteria suda
Zosteria suda là một loài ruồi trong họ Asilidae. Zosteria suda được Daniels miêu tả năm 1987. Loài này phân bố ở miền Australasia.